# Here's the Thing
Here's the Thing è un singolo del gruppo musicale irlandese Fontaines D.C., pubblicato il 6 agosto come terzo estratto dall'album in studio Romance.

## Descrizione
Il singolo è formato da tre brani: i precedentemente usciti Favourite e Starburster, inseriti anche in questa uscita, e Here's the Thing.
Secondo Grian Chatten, frontman della band, il brano "È una melodia ansiosa che si contorce e si rigira su ciò che vuole, avanti e indietro tra dolore e torpore". Con elementi grunge e pop punk, Here's the Thing è stata eseguita dal vivo per la prima volta a Lubiana, in Slovenia, il 12 agosto.

## Video musicale
Il video di Here's the Thing, reso disponibile il giorno dell'uscita del singolo sul canale YouTube della band, è stato diretto dalla regista Luna Carmoon (Hoard, premiato a Venezia) e prodotto da Theo Hue Williams e Chris Murdoch. Un mese dopo l'uscita il video ha raggiunto le 345 000 visualizzazioni. Influenzato da Phenomena di Dario Argento e da Ragazzi perduti di Joel Schumacher, il video segue le vicende di una ragazza, ballerina di danza irlandese presa in giro dalle sue compagne per il suo modo di ballare.

## Tracce
Testi di Grian Chatten, musiche di Carlos O’Connell, Conor Curley, Conor Deegan III e Tom Coll.
1. Here's the Thing – 2:43
2. Favourite – 4:16
3. Starburster – 3:41